# Gordosné Szabó Anna
Gordosné Szabó Anna (Debrecen, 1928. július 7. – Budapest, 2012. november 18.) magyar gyógypedagógus, a Gyógypedagógiai Szemle alapító szerkesztője.

## Kutatási területe
- Egyetemes és magyar gyógypedagógia-történet.

## Élete
Gyermekkorát azonban nem ott, hanem egy Debrecen és Hajdúböszörmény közötti kis településen, Bodán töltötte.
Szülei mindketten tanítók voltak, a helyi, elemi népiskolában tanítottak és ott, a tanítói lakásban is éltek, kertjükben gazdálkodással foglalkoztak.
Miután az elemi iskolát kijárta, a felső tagozatot Hajdúböszörményben végezte el, majd középiskolai és tanítóképzői tanulmányait Nagyváradon folytatta. Igazából orvos szeretett volna lenni, azonban szülei javaslatára ő és nővére is tanítóképzőbe iratkozott be.
A második világháború miatt azonban félbe kellett szakítania tanulmányait, a család Nagyváradról Budapestre menekült. A háború befejeztével visszaköltöztek Debrecenbe, ahol a Szabó Magda Abigél című regényéből is ismert Dóczi Tanítónőképzőben szerzett 1947-ben líceumi érettségit és tanítói diplomát. A Tanítóképző ötödik évfolyamán heti egy órában gyógypedagógiát is tanultak, így jutott arra a felismerésre, hogy ő gyógypedagógus szeretne lenni.
Miután leérettségizett és diplomát is szerzett, fejébe vette, hogy a Gyógypedagógiai Főiskolára szeretne járni. Ezért édesapja felutazott Budapestre, az Alkotás utcába, a Gyógypedagógiai Tanárképző Főiskolára, ott találkozott Bárczi Gusztávval és megbeszélték Szabó Anna felvételét. Az iskolához közel a Cházár András Állami Kollégiumban kapott szállást és teljes ellátást a havi családi pótlék fejében, ami akkor 18 Ft volt (a szülei átlagkeresete ebben az időben 400 Ft volt).

## Élete a főiskolán és a gyógypedagógiában
A főiskolára az ő idejében még nem volt felvételi, kérvény alapján került be. Az ő évfolyamán akkor 30, a második évfolyamon 24, a harmadéven kb. 10, a negyedéven nagyjából ugyanennyi hallgató volt. Az akkori főiskola bejárata együtt volt a Gyógypedagógiai Nevelőintézet bejáratával, a kollégisták ellátását pedig a nevelőintézetnek szánt ellátmányból próbálta meg Bárczi előteremteni. Ezen kívül főleg a Vöröskereszttől és a Jointtól kapott adományokból tartotta fent a kollégiumot.
Bárczi Gusztávon kívül tanárai voltak még Vértes O. József, Lazíczius Gyula, Kanizsai Dezső, Vértes O. András, Roboz Pál. Ebben az időben tankönyvek még nem voltak, csak néhány litografált jegyzet, amúgy az órai jegyzetekből tanultak társaival.
1949-ben diplomázott. Vissza szeretett volna menni Debrecenbe, a siketnémák intézetébe, azonban Bárczi arra kérte, maradjon a főiskolán és szervezze meg a tanulmányi osztályt, mert akkoriban az adminisztráció igencsak hiányos volt. Így 1952 decemberéig ezzel foglalatoskodott, majd Bárczi Gusztáv és a Közoktatási Minisztérium kérésére a minisztérium Pedagógusképző Osztályára került át, mint a Gyógypedagógiai Tanárképző Főiskola ügyintéző főelőadója. Minisztériumi tevékenységének első lépése az volt, hogy az időközben háromévesre lecsökkentett képzési időt 4 évesre állíttatta vissza, és új tantervet is készített. A főiskolára 1954-ben került vissza.
Az 1950-es évek politikai változásai közvetlenül rá nem voltak befolyással, nem bocsátották el munkahelyéről, 1956-ig ő maga is az MDP tagja volt, majd 1956 után pártonkívüli. Bárczi Gusztáv után Lovász Tibor lett a főiskola igazgatója, ekkor Gordosné mint igazgatóhelyettes tevékenykedett. Göllesz Viktor, majd Illyés Gyuláné Kozmutza Flóra igazgatása alatt tanszékvezetőként működött tovább. Illyés Gyuláné nyugdíjba vonulásakor, 1979-ben főigazgatóvá nevezték ki, egészen 1991-ig az is maradt. A főigazgatói poszton Illyés Sándor lett az utódja.
1992-ben még új tantervet készített, azonban ennek negyedik változata már annyira eltért az ő eredeti terveitől, hogy szinte semmi sem maradt elképzeléseiből. Illyés Sándor mindent finomított, egy olyan tantervet készítettek együtt, ami, akármi lesz a világból, megállja a helyét. Miután ezt a tantervi előterjesztést Mesterházi Zsuzsa, Csányi Yvonne, Lányiné Engelmayer Ágnes és Illyés Sándor is aláírták az ő tiltakozása ellenére, úgy döntött, hogy főiskolai pályafutását nem folytatja tovább, nyugdíjba vonult.

## Fő művei, hatása a gyógypedagógiára
Gordosné dr. Szabó Anna élete folyamán olyat tett, amit előtte senki. Bevezette Magyarországon az általános gyógypedagógiát, mint tudományt, azzal, hogy mindazt, amit tudott, tanult és tapasztalt, könyvekbe, cikkekbe foglalta. Számtalan publicisztikai írása és könyve jelent meg, a Gyógypedagógiai Szemlébe  írt cikkeket, sőt főszerkesztőként tevékenykedett.
Könyveiben a gyógypedagógiát, mint tudományt foglalja össze (Bevezetés a gyógypedagógiába. Nemzeti Tankönyvkiadó, Budapest, 1996). Bemutatja, hogy ki a sérült személy, milyen fogyatékosságai lehetnek, és hogyan lehet nevelni a fogyatékos személyeket, embereket (Bevezető : általános gyógypedagógiai ismeretek. Nemzeti Tankönyvkiadó, Budapest, 2004).
Sokat foglalkozott a gyógypedagógia jogi hátterével is, ismerteti a különböző intézményeket, röviden összegzi az Országos Szakértői és Rehabilitációs Bizottságok munkáját (Bevezető általános gyógypedagógiai ismeretek. Nemzeti Tankönyvkiadó, Budapest, 2004).
Ezen kívül több műve is szól a gyógypedagógia történetéről (lásd: Gyógypedagógia-történet I. Tankönyvkiadó, Budapest, Gyógypedagógia-történet II. Tankönyvkiadó, Budapest, A magyar gyógypedagógus-képzés története. ELTE BGGYFK, Budapest, 2000).
Gordosné dr. Szabó Anna tevékenysége során olyan életművet hozott létre, ami nélkül ma a képzés alapja talán más, de a gyógypedagógia, mint tudomány és a mai gyógypedagógiai szemlélet elképzelhetetlen lenne.
A remekbe sikerült 1997-es Pedagógiai Lexikonhoz (főszerk. Báthory Zoltán, Falus Iván) számos gyógypedagógiai és gyógypedagógia-történeti szócikkel járult hozzá.
2013-ban már posztumusz jelent meg tanulmánya Ranschburg Pál ideg- és elmegyógyászról. a tanulmány címe: Ranschburg Pál folyamatos jelenléte a 110 éves magyar gyógypedagógusképzésben – és "elmélkedés" a képzés jövőjéről.

## Gordosné által írt főiskolai tankönyvekből
- Bevezetés a gyógypedagógiába. Budapest : Nemzeti Tankönyvkiadó, 1996.
- Bevezető : általános gyógypedagógiai ismeretek. Budapest : Nemzeti Tankönyvkiadó, 2004
- Gyógypedagógia. Budapest : Tankönyvkiadó, 1982
- A gyógypedagógia általános elméletének alapjai. Budapest : Tankönyvkiadó, 1977.
- Gyógypedagógia-történet I. Budapest : Tankönyvkiadó, 1991.
- Gyógypedagógia-történet II. Budapest : Tankönyvkiadó, 1983.

## Szerkesztéseiből
- Szemelvénygyűjtemény a „Gyógypedagógia-történet”-hez. Budapest : Tankönyvkiadó, 1991. (Első kiad. 1972)
- Szemelvénygyűjtemény az Andragógia c. tantárgyhoz : a Szociális Szervező  Szak számára. Budapest : Tankönyvkiadó, 1975. 217 p.
- Látássérültek Magyarországon : a Magyar Vakok és Gyengénlátók Országos Szövetsége 80. születésnapjára. Budapest : Magyar Vakok és Gyengénlátók Országos Szövetsége, 1998. 240 p. ISBN 963 03 8088 9
- Gyógyító pedagógia : nevelés és terápia. Budapest : Medicina, 2004. 586 p. ISBN 963 242 757 2

## Kapcsolódó információk
- Tágabb értelemben vett gyógypedagógia : a fogyatékosság jelensége a gyógypedagógia határtudományaiban : tanulmányok Gordosné Szabó Anna tiszteletére / szerk. Zászkaliczky Péter, Verdes Tamás. Budapest : Eötvös Loránd Tudományegyetem Bárczi Gusztáv Gyógypedagógiai Főiskolai Kar : Kölcsey Ferenc Protestáns Szakkollégium, 2004. 638 p. ISBN 963 463 682 9
- Gordosné Dr. Szabó Anna interjú első rész
- Gordosné Dr. Szabó Anna interjú második rész
- jdc.org